# Liste der Kulturdenkmäler in Bad Neuenahr-Ahrweiler
In der Liste der Kulturdenkmäler in Bad Neuenahr-Ahrweiler sind alle Kulturdenkmäler der rheinland-pfälzischen Stadt Bad Neuenahr-Ahrweiler mit den Stadtteilen Ahrweiler, Bachem, Bad Neuenahr, Ehlingen, Gimmigen, Green, Heimersheim, Heppingen, Kirchdaun, Lohrsdorf, Ramersbach und Walporzheim aufgeführt. Grundlage ist die Denkmalliste des Landes Rheinland-Pfalz (Stand: 12. Juni 2023).

## Ahrweiler

### Denkmalzonen
| Bezeichnung                                                 | Lage                                                   | Baujahr                | Beschreibung | Bild                           |
| ----------------------------------------------------------- | ------------------------------------------------------ | ---------------------- | --- | ------------------------------ |
| Denkmalzone Friedhof                                        | Schützenstraße Lage                                    | ab dem 18. Jahrhundert | Gedenkstein H. Schopp († 1776), Anna Schopp († 1885?); neugotischer Pastorengrabstein, 19. Jahrhundert; Grabanlage verschiedener Pastoren; Grabanlage für den Komponisten Johannes Müller († 1942); Ruhestätte der Familie Kreuzberg (u. a. Georg Kreuzberg), neugotisch; Ruhestätte E. Dahm († 1941); in der Mauer des älteren Teils diverse Kreuze ab dem 18. Jahrhundert; großer Soldatenfriedhof; Ruhestätte der Familie von Ehrenwall (u. a. Carl von Ehrenwall), halbrunde Säulenreihe mit Architrav, davor Pieta; dahinter Leichenhalle; zweites Grabmal Kreuzberg, Fiale mit Muttergottes; dritte Grabanlage Kreuzberg | weitere Bilder Fotos hochladen |
| Denkmalzone Jüdischer Friedhof                              | Schützenstraße Lage                                    | 1867                   | 1867 angelegtes, ummauertes Areal; 66 Grabsteine | weitere Bilder Fotos hochladen |
| Denkmalzone Historische Weinbergslagen Ahrweiler Silberberg | am Südosthang des Silberbergs, nördlich der B 267 Lage |                        | zusammenhängende Fläche, die wohl seit dem Mittelalter als Weinbergsfläche planmäßig angelegt wurde; in die Mauern integriert historische Treppenaufgänge zur Erschließung der Terrassen | BW                             |

### Einzeldenkmäler
| Bezeichnung                         | Lage                                          | Baujahr                                | Beschreibung | Bild                                    |
| ----------------------------------- | --------------------------------------------- | -------------------------------------- | --- | --------------------------------------- |
| Stadtbefestigung                    |                                               | nach 1246                              | nach 1246, Ausbau im 14. Jahrhundert, gegen 1500 und nach 1639; eine der besterhaltenen Stadtbefestigungen des Rheinlands; ovaler Bering mit vier axialen Toren; Stadtmauer: Bruchsteinmauerwerk bis zu 8 m Höhe teilweise mit Mauerbögen und Resten des Wehrgangs erhalten; Gesamtanlage mit Wallgraben: zugehörig: - Oberhutstraße: Obertor - Schützbahn, zu Nr. 52: Schalenturm - Kanonenwall: Kanonenturm - Ahrhutstraße: Ahrtor - Niederhutstraße: Niedertor - Sebastianuswall: Stadtmauer - Adenbachhutstraße: Adenbachtor                                                                                       | weitere Bilder Fotos hochladen          |
| Adenbachtor                         | Adenbachhutstraße Lage                        | letztes Viertel des 14. Jahrhunderts   | nördliches Tor der Stadtbefestigung; zweigeschossiges quadratisches Schalenturmtor, letztes Viertel des 14. Jahrhunderts | weitere Bilder Fotos hochladen          |
| Burg Adenbach                       | Adenbachhutstraße 1 Lage                      | 1587                                   | auch Kolvenburg; ehemaliger Hof der Harff-Dreiborn, Bruchsteinbau, teilweise Fachwerk, oktogonaler Turm; bezeichnet 1587, 1903 weitgehend überformt | weitere Bilder Fotos hochladen          |
| Ahrtor                              | Ahrhutstraße Lage                             |                                        | südliches Tor der Stadtbefestigung; Doppelturmtor mit fünfgeschossigem Mittelturm und flankierenden halbkreisförmigen Schalentürmen, innen Hochrelief, 16. Jahrhundert; nach Zerstörung 1945 vereinfacht wiederaufgebaut | weitere Bilder Fotos hochladen          |
| Weißer Turm                         | Altenbaustraße 5 Lage                         | 14. oder 15. Jahrhundert               | gotisches Turmhaus, dreigeschossiger verputzter Bruchsteinbau; im Kern aus dem 14. oder 15. Jahrhundert, Haube von 1663, Ausbau um 1700 | weitere Bilder Fotos hochladen          |
| Synagoge                            | Altenbaustraße 12a Lage                       | 1894                                   | ehemalige Synagoge; Saalbau, Quadermauerwerk, 1894 | weitere Bilder Fotos hochladen          |
| Römische Villa                      | Am Silberberg Lage                            | 2. oder 3. Jahrhundert                 | 2. oder 3. Jahrhundert | weitere Bilder Fotos hochladen          |
| Regierungsbunker                    | Am Silberberg Lage                            | 1960–1962                              | Reste des ehemaligen Ausweichsitzes der Verfassungsorgane der Bundesrepublik Deutschland: erster Bauabschnitt unter dem Silberberg 1960–1962, westlicher Abschnitt unter dem Trotzenberg von 1964 bis 1970 errichtet, Rückbau 2001–2006, nur der östliche Teil der Anlage erhalten; der rückgebaute Westteil liegt auf der Gemarkung von Dernau | weitere Bilder Fotos hochladen          |
| Wohnhaus                            | Auf dem Teich 2 Lage                          | 1600                                   | Fachwerkhaus, Walmdach; bezeichnet 1600, 17. Jahrhundert | weitere Bilder Fotos hochladen          |
| Wappen                              | Auf der Rausch, an Nr. 1 Lage                 | 18. Jahrhundert                        | barockes Wappen, 18. Jahrhundert | Fotos hochladen                         |
| Wohnhaus                            | Auf der Rausch 1b, Oberhutstraße 8/10 Lage    | 1791                                   | Mansarddachbau, Walmdach, 1791, 1930 überarbeitet | BW                                      |
| Zehntscheune                        | Auf der Rausch 4a Lage                        | 1703                                   | Fachwerkbau, teilweise massiv, bezeichnet 1703 | weitere Bilder Fotos hochladen          |
| Bahnhof Ahrweiler                   | Bahnhofstraße 5 Lage                          | 1880                                   | Schieferbruchsteinbau, bezeichnet 1880 | weitere Bilder Fotos hochladen          |
| Blankartshof                        | Blankartshof 1 Lage                           | 1680                                   | auch Herresdorfer Hof; Walmdachbau, bezeichnet 1680 und 1787 (Umbau) | weitere Bilder Fotos hochladen          |
| Inschrift                           | Houverathsgasse, an Nr. 3 Lage                | 1749                                   | Inschrift, bezeichnet 1749 | Fotos hochladen                         |
| Hotel Deutscher Hof                 | Johannes-Müller-Straße 1 Lage                 | 1581                                   | Fachwerkbau, teilweise massiv, bezeichnet 1581, im Kern aus dem 16. oder 17. Jahrhundert | weitere Bilder Fotos hochladen          |
| Wohnhaus                            | Johanniswall 61 Lage                          | um 1900                                | Fachwerkhaus, bezeichnet um 1800, eher um 1900 | BW                                      |
| Kloster Kalvarienberg               | Kalvarienbergstraße 50 Lage                   | ab 1629                                | bauliche Gesamtanlage; ehemaliges Franziskanerrekollektenkloster, später Ursulinenkloster; ursprünglich barocke Klosteranlage (ab 1629), 1897 weitgehend durch neugotische Bauten ersetzt; Klosterkirche zum Heiligen Kreuz, gotisierender Saalbau, 1664–1678, neugotischer Kapellenanbau, Ausstattung; sechsgeschossige Klostergebäude, Portal bezeichnet 1644, Neubautrakt, 1920er Jahre (Realschule); barocker Kalvarienberg, 14 Stationen, bezeichnet 1732, dazugehörig barocke Kreuzigungsgruppe; Skulptur der heiligen Helena, um 1730; zwei Wegekreuze, Nischentyp, bezeichnet 1710 und aus dem 18. Jahrhundert | weitere Bilder Fotos hochladen          |
| Kanonenturm                         | Kanonenwall, hinter Nr. 38 und 40 Lage        | um 1255                                | Halbschalenturm der Stadtbefestigung, um 1255 begonnen | Fotos hochladen                         |
| Katholische St. Laurentius-Kirche   | Marktplatz Lage                               | 1269                                   | dreischiffige Hallenkirche, 1269 bis ins frühe 14. Jahrhundert | weitere Bilder Fotos hochladen          |
| Gaststätte Marktbrunnen             | Marktplatz 4 Lage                             | 17. oder 18. Jahrhundert               | dreigeschossiges Fachwerkhaus, teilweise massiv, 17. oder 18. Jahrhundert | weitere Bilder Fotos hochladen          |
| Alte Post                           | Marktplatz 12 Lage                            | 18. Jahrhundert                        | ehemaliger Prümer Hof; Fachwerkbau, teilweise massiv, Walmdach, 18. Jahrhundert | weitere Bilder Fotos hochladen          |
| Katholisches Pfarrhaus              | Marktplatz 13 Lage                            | 1773                                   | Putzbau mit Mansarddach, bezeichnet 1773; Zehntscheune: bezeichnet 1742 | weitere Bilder Fotos hochladen          |
| Wohn- und Geschäftshaus             | Marktplatz 15/15a Lage                        | um 1900                                | späthistoristischer Schieferbruchsteinbau, Treppengiebel, um 1900 | weitere Bilder Fotos hochladen          |
| Stadtwache                          | Marktplatz 21 Lage                            | zweite Hälfte des 18. Jahrhunderts     | ehemalige Stadtwache; Putzbau, Mansarddach, zweite Hälfte des 18. Jahrhunderts (bezeichnet 1566; Vorgängerbau) | weitere Bilder Fotos hochladen          |
| Fachwerkhaus                        | Marktplatz 22 Lage                            | spätes 17. Jahrhundert                 | viergeschossiges Fachwerkhaus, teilweise massiv, angeblich von 1636, wohl aus dem späten 17. Jahrhundert | weitere Bilder Fotos hochladen          |
| Niedertor                           | Niederhutstraße Lage                          |                                        | östliches Tor der Stadtbefestigung; viergeschossiger Mittelturm mit Mansarddach (18. Jahrhundert) und zwei Flankentürmen | weitere Bilder Fotos hochladen          |
| Gerberei                            | Niederhutstraße 2 Lage                        | 1765                                   | ehemalige Gerberei; dreigeschossiger Putzbau, bezeichnet 1765 | weitere Bilder Fotos hochladen          |
| Hotel Drei Kronen                   | Niederhutstraße 5 Lage                        | 1721                                   | ehemaliges Hotel; dreigeschossiges Fachwerkhaus, bezeichnet 1721 | weitere Bilder Fotos hochladen          |
| Wohnhaus                            | Niederhutstraße 22 Lage                       | 1761                                   | Fachwerkhaus, bezeichnet 1761 | weitere Bilder Fotos hochladen          |
| Skulptur                            | Niederhutstraße, an Nr. 32 Lage               | 17. Jahrhundert                        | heiliger Matthias, 17. Jahrhundert (Kopie des 19. Jahrhunderts?) | Fotos hochladen                         |
| Gerichtshaus                        | Niederhutstraße 42 Lage                       | 1621                                   | ehemaliges Gerichtshaus; Fachwerkbau, Krüppelwalmdach, bezeichnet 1621; rückwärtig Fachwerkanbau, 19. Jahrhundert | weitere Bilder Fotos hochladen          |
| Wohn- und Geschäftshaus             | Niederhutstraße 61 Lage                       |                                        | dreigeschossiger Putzbau, Jugendstil, rückwärtig Backsteinbau | weitere Bilder Fotos hochladen          |
| Wohnhaus                            | Niederhutstraße 70 Lage                       | um 1900                                | späthistoristisches dreigeschossiges Wohnhaus; im Hof Schlussstein von 1695 | Fotos hochladen                         |
| Wohn- und Geschäftshaus             | Niederhutstraße 73 Lage                       | 1766                                   | dreigeschossiger barocker Putzbau, bezeichnet 1766 | weitere Bilder Fotos hochladen          |
| Obertor                             | Oberhutstraße Lage                            | 14. Jahrhundert                        | westliches Tor der Stadtbefestigung; dreigeschossiger Turm, 14. Jahrhundert; Eckwarten mit Fries, um 1500, spitzes Walmdach; neugotische Muttergottes, 19. Jahrhundert | weitere Bilder Fotos hochladen          |
| Wohnhaus                            | Oberhutstraße 11 Lage                         |                                        | Fachwerkhaus, teilweise massiv, mittelalterlicher Eingang | weitere Bilder Fotos hochladen          |
| Wohnhaus                            | Oberhutstraße 16 Lage                         | 1741                                   | Fachwerkhaus, teilweise massiv, verputzt, bezeichnet 1741 | weitere Bilder Fotos hochladen          |
| Wohnhaus                            | Oberhutstraße 20 Lage                         |                                        | Fachwerkhaus, teilweise massiv, Erdgeschoss barock | Fotos hochladen                         |
| Mauerbogen                          | Oberhutstraße, gegenüber Nr. 20 Lage          | 1580                                   | Mauerbogen, bezeichnet 1580 und 1582 | Fotos hochladen                         |
| Wohnhaus                            | Oberhutstraße 34 Lage                         | 17. oder 18. Jahrhundert               | Fachwerkhaus, teilweise massiv, 17. oder 18. Jahrhundert | weitere Bilder Fotos hochladen          |
| Rodderhof                           | Oberhutstraße 48 Lage                         | 1846                                   | klassizistischer Putzbau, 1846; Gesamtanlage mit Ökonomiehof | BW                                      |
| Wegekreuz                           | Plätzerstraße                                 | 1703                                   | Wegekreuz, reliefiert, Nischentyp, bezeichnet 1703 | Direkt Bild zu diesem Denkmal hochladen |
| Wohnhaus                            | Plätzerstraße 2 Lage                          | 1754                                   | Fachwerkhaus mit Fachwerkanbau, bezeichnet 1754 | Fotos hochladen                         |
| Torbogen                            | Plätzerstraße, an Nr. 44 Lage                 | 1639                                   | Torbogen, bezeichnet 1639 | Fotos hochladen                         |
| Bildstock                           | Römerstraße Lage                              | 20. Jahrhundert                        | Bildstock, 20. Jahrhundert; Relief: 18. Jahrhundert | Fotos hochladen                         |
| Grenzstein                          | Schützbahn                                    |                                        | Grenzstein | Direkt Bild zu diesem Denkmal hochladen |
| Stadtmauerturm                      | Schützbahn, hinter Nr. 52 Lage                |                                        | Schalenturm der Stadtmauer | weitere Bilder Fotos hochladen          |
| Wohnhaus                            | Schützbahn 54 Lage                            | 1903                                   | dreigeschossiger neubarocker Mansarddachbau, bezeichnet 1903, Architekturbüro Schreiterer & Below | weitere Bilder Fotos hochladen          |
| Wohnhaus                            | Sebastianuswall 20 Lage                       | 18. Jahrhundert                        | Fachwerkhaus, Walmdach, bezeichnet 1688, eher aus dem 18. Jahrhundert | BW                                      |
| Wohnhaus                            | Walporzheimer Straße 21 Lage                  | um 1900                                | späthistoristischer Putzbau, teilweise Fachwerk, um 1900 | BW                                      |
| Villa                               | Walporzheimer Straße 28 Lage                  | 1899                                   | späthistoristische Villa, bezeichnet 1899 | BW                                      |
| Staatliche Lehr- und Weinbauanstalt | Walporzheimer Straße 52 Lage                  | 1909                                   | Walmdachbau, Treppenturm, Neurenaissance, bezeichnet 1909; dazugehörig verschiedene Bauten, Ökonomietrakte etc.; Gesamtanlage | BW                                      |
| Deokapellchen                       | Walporzheimer Straße, Ecke Am Silberberg Lage | 1852                                   | Kapelle, 1852 | weitere Bilder Fotos hochladen          |
| Stellmacherwerkstatt                | Wehrscheid 1 Lage                             | Anfang des 20. Jahrhunderts            | Fachwerkhaus, teilweise massiv, Anfang des 20. Jahrhunderts | BW                                      |
| Villa                               | Wilhelmstraße 2 Lage                          | 19. Jahrhundert                        | späthistoristische Villa, 19. Jahrhundert | BW                                      |
| Villa                               | Wilhelmstraße 3 Lage                          | 1902                                   | Backsteinvilla, Fachwerkgiebel, bezeichnet 1902; Gesamtanlage mit Garten | BW                                      |
| Villa                               | Wilhelmstraße 5 Lage                          | 1901                                   | Villa, teilweise Fachwerk, bezeichnet 1901; Gesamtanlage mit Garten | BW                                      |
| Villa                               | Wilhelmstraße 17 Lage                         | Anfang oder Mitte des 19. Jahrhunderts | Bruchsteinvilla, antikisierender Altan, Anfang oder Mitte des 19. Jahrhunderts | BW                                      |
| Weingut P. J. Schütz                | Wilhelmstraße 18 Lage                         | 19. Jahrhundert                        | ehemaliges Weingut; spätklassizistisch-historistische Baugruppe mit Eckturm in der Art einer Villa, 19. Jahrhundert; bauliche Gesamtanlage | weitere Bilder Fotos hochladen          |
| Villa                               | Wilhelmstraße 21b Lage                        | 1903                                   | Villa, Backstein, teilweise verputzt, teilweise Fachwerk, Landhausstil, 1903; Gesamtanlage | weitere Bilder Fotos hochladen          |
| Landratsamt                         | Wilhelmstraße 24 Lage                         | 1892–1894                              | ehemaliges Landratsamt; Tuffquaderbau, Treppenturm, 1892–1894; Gesamtanlage mit Neubau und Garten | Fotos hochladen                         |
| Villa                               | Wilhelmstraße 25 Lage                         | um 1900                                | späthistoristische Villa, um 1900 | BW                                      |
| Villa                               | Wilhelmstraße 27 Lage                         | um 1900                                | Mansardwalmdach-Villa, Schweizer Stil, um 1900; Gesamtanlage mit Garten | BW                                      |
| Wohnhaus                            | Wilhelmstraße 51 Lage                         | 1911                                   | villenähnliches Wohnhaus mit Landhauscharakter, 1911 von Architekt Peter Wald jr., Mehlem; bauliche Gesamtanlage | BW                                      |
| Amtsgericht                         | Wilhelmstraße 55 Lage                         | um 1900                                | späthistoristischer Putzbau, zweigeschossig mit spätestgotischen Details, Tuffquader, um 1900 | BW                                      |
| Villa                               | Wilhelmstraße 58 Lage                         | 1905/06                                | späthistoristische Villa, bezeichnet 1905/06, Architekt: Carl Edler | Fotos hochladen                         |
| Villa                               | Wilhelmstraße 87 Lage                         | 1868                                   | Walmdach-Villa, bezeichnet 1868; Gesamtanlage | BW                                      |
| Bildstockkapelle                    | Wilhelmstraße, Ecke Elligstraße Lage          | 1868                                   | neugotisch, bezeichnet 1868; Muttergottes, erste Hälfte des 14. Jahrhunderts, Ergänzungen im 17. Jahrhundert (Kopie?) | Fotos hochladen                         |
| Wegekreuz                           | Wilhelmstraße, Ecke Rotweinstraße Lage        | 1661                                   | Wegekreuz, Nischentyp, bezeichnet 1661 | BW                                      |
| Wegekreuz                           | nördlich von Ahrweiler                        | 1695                                   | Wegekreuz, Nischentyp, bezeichnet 1695 | Direkt Bild zu diesem Denkmal hochladen |
| Wegekreuz                           | nördlich von Ahrweiler                        | 1729                                   | Wegekreuz, Nischentyp, bezeichnet 1729 | Direkt Bild zu diesem Denkmal hochladen |

## Bachem

### Einzeldenkmäler
| Bezeichnung          | Lage                           | Baujahr | Beschreibung                                                                                       | Bild                           |
| -------------------- | ------------------------------ | ------- | -------------------------------------------------------------------------------------------------- | ------------------------------ |
| St. Annakapelle      | Annastraße 33 Lage             |         | Saalbau, im Kern romanisch, Turm aus der ersten Hälfte des 14. Jahrhunderts, Erweiterung 1923–1925 | weitere Bilder Fotos hochladen |
| Weinmuseum           | Königstraße 23 Lage            | 1650    | ehemaliges Backhaus; Fachwerkbau, teilweise massiv, 1650 (?)                                       | weitere Bilder Fotos hochladen |
| Kapelle St. Leonhard | Königstraße, neben Nr. 34 Lage | 1716    | Saalbau, bezeichnet 1716                                                                           | weitere Bilder Fotos hochladen |

### Ehemalige Kulturdenkmäler
| Bezeichnung | Lage          | Baujahr                  | Beschreibung                                                                                 | Bild                           |
| ----------- | ------------- | ------------------------ | -------------------------------------------------------------------------------------------- | ------------------------------ |
| Hofanlage   | Talweg 9 Lage | 18. oder 19. Jahrhundert | Hofanlage; Fachwerkhaus, 18. oder 19. Jahrhundert; aus Denkmalliste gelöscht und abgebrochen | weitere Bilder Fotos hochladen |

## Bad Neuenahr

### Denkmalzonen
| Bezeichnung                      | Lage                 | Baujahr   | Beschreibung | Bild                           |
| -------------------------------- | -------------------- | --------- | --- | ------------------------------ |
| Denkmalzone Bahnhof Bad Neuenahr | Hauptstraße 58 Lage  | 1878–1881 | Bruchsteinbau, Neurenaissance, 1878–1881, Anbau aus den 1920er Jahren, Fachwerk-Verladehalle; bauliche Gesamtanlage | weitere Bilder Fotos hochladen |
| Denkmalzone Jüdischer Friedhof   | Lerchenweg Lage      |           | Trauerhalle: Backsteinbau mit Hufeisenbogeneingang, um 1910; 43 Grabsteine von 1900 bis 1953 | weitere Bilder Fotos hochladen |
| Denkmalzone Kurbezirk            | Kurgartenstraße Lage | ab 1856   | bauliche Gesamtanlage mit Kurpark (Kurgartenstraße), Kurhaus (Felix-Rütten-Straße ohne Nummer), ehemaligem Kurhotel (Kurgartenstraße 1) und Thermal-Badehaus (neben Kurgartenstraße 1); - Kurpark (Lage): englische Parkanlage, Entwurf und erste Arbeiten von Peter Joseph Lenné 1856–1863, Abschluss durch August Lenné 1863–1873; auf die Entwürfe gehen die Partien um die Alleen, der westliche Bereich an der Ahr bis zum Ende der Allee, der westliche Annex und weitere kleinere Flächen im Westen zurück; zugehörig ein Abschnitt einer gusseisernen Wandelhalle, um 1908, Rest der ersten Kuranlage; - Kuranlagen (Lage): an der Kurgartenstraße Kuranlagen in Formen des Bauhauses nach Entwurf von Hermann Weiser, 1927, ausgeführt 1934 und 1936–1938, bestehend aus großer Konzert- bzw. Trinkhalle mit drehbarer Orchestermuschel, kleiner Trinkhalle, Wandelhalle mit Läden entlang der Kurgartenstraße, Kolonnaden, darin integriert neue Brunnenhalle, 1957; - Kurhotel (Lage): repräsentativer Hotelkomplex; erhalten: der westliche neubarocke Erweiterungsbau von 1903/04 und der Ostbau, 1913/14, nach Plänen von Carl Moritz, viergeschossiger Putzbau mit Mansarddach und hohem Mittelturm; - Thermal-Badehaus (Lage), 1898/99 von Emil Schreiterer und Bernhard Below, Köln, mit klassizierendem Säulenportikus | Fotos hochladen                |

### Einzeldenkmäler
| Bezeichnung                                  | Lage                                      | Baujahr                            | Beschreibung | Bild                                    |
| -------------------------------------------- | ----------------------------------------- | ---------------------------------- | --- | --------------------------------------- |
| Villa                                        | Am Johannisberg 11 Lage                   | um 1900                            | späthistoristische Putzvilla, um 1900; Gesamtanlage | BW                                      |
| Villa                                        | Am Johannisberg 19 Lage                   | um 1900                            | Putzvilla, teilweise Fachwerk, um 1900 | BW                                      |
| Villa „Auf den Steinen“                      | Eichenweg 10 Lage                         | 1899                               | Schieferbruchsteinbau, bezeichnet 1899 | BW                                      |
| Kurhaus                                      | Felix-Rütten-Straße ohne Nummer Lage      | 1903–1905                          | Kurhaus mit Kurtheater unmittelbar an der Ahr gelegen; neubarocker Putzbau, Kolonnaden, 1903–1905; Architekt Oscar Schütz, Köln | weitere Bilder Fotos hochladen          |
| Wohnhaus                                     | Felix-Rütten-Straße 2 Lage                | Anfang des 20. Jahrhunderts        | zweigeschossiger Walmdachbau in schlichtneuklassizistischen Formen, Anfang des 20. Jahrhunderts | Fotos hochladen                         |
| Villa                                        | Felix-Rütten-Straße 12 Lage               | um 1910                            | Jugendstilvilla, dreigeschossiger Putzbau, um 1910; Gesamtanlage | Fotos hochladen                         |
| Maria-Hilf-Kapelle                           | Hardtstraße, Ecke Dalienweg Lage          | um 1880/90                         | neugotischer Saalbau, um 1880/90 | weitere Bilder Fotos hochladen          |
| Wohnhaus                                     | Hardtstraße 3 Lage                        | 1906                               | dreigeschossiger Mansardwalmdachbau, bezeichnet 1906 | BW                                      |
| Wegekapelle                                  | Hauptstraße, Ecke Jesuitenstraße Lage     | 1903                               | Wegekapelle, neugotisch, 1903, Kreuzigungsgruppe, bezeichnet 1536 | Fotos hochladen                         |
| Wohnhaus                                     | Hauptstraße 61 Lage                       | um 1900                            | dreigeschossiger Putzbau, teilweise Backstein, um 1900 | Fotos hochladen                         |
| Wohnhaus                                     | Hauptstraße 80 Lage                       | 1895                               | neugotischer Tuffquaderbau, teilweise Backstein, bezeichnet 1895 | Fotos hochladen                         |
| Post                                         | Hauptstraße 92 Lage                       | um 1900/10                         | Tuffquaderbau, um 1900/10 | Fotos hochladen                         |
| Wohnhaus                                     | Hauptstraße 94 Lage                       | um 1900                            | dreieinhalbgeschossiger Putzbau, Jugendstil, um 1900 | Fotos hochladen                         |
| Wohnhaus                                     | Hauptstraße 120 Lage                      | um 1900                            | dreigeschossiger Putzbau, um 1900 | Fotos hochladen                         |
| Hotel Westend                                | Hauptstraße 123, 123a, 125, 127 Lage      | um 1900                            | ehemaliges Hotel; dreigeschossiger, dreiteiliger Putzbau, Jugendstil, um 1900; Anbau: sogenannter Barocksaal (ehemaliger Speisesaal), pilastergegliederter Saalbau mit Mansardwalmdach, im Innern reiche neubarocke Stuckdekoration und Voutendecke | Fotos hochladen                         |
| Wohnhaus                                     | Hauptstraße 128 Lage                      | um 1900                            | Putzbau, teilweise Backstein und Fachwerk, um 1900 | Fotos hochladen                         |
| Villa                                        | Hauptstraße 142 Lage                      | um 1900                            | Backsteinvilla, Mansarddach, um 1900 | Fotos hochladen                         |
| Wohnhaus                                     | Hauptstraße 149/151 Lage                  |                                    | neubarockes Doppelhaus, teilweise Backstein | Fotos hochladen                         |
| Grabkreuz                                    | Heerstraße                                | 1678                               | Grabkreuz, bezeichnet 1678 | Direkt Bild zu diesem Denkmal hochladen |
| Wegekreuz                                    | Heerstraße, Ecke Bergstraße Lage          | 1724                               | Wegekreuz, Nischentyp, bezeichnet 1724 | Fotos hochladen                         |
| Wegekreuz                                    | Heerstraße, Ecke Hauptstraße Lage         | 17. Jahrhundert                    | Wegekreuz, 17. Jahrhundert | Fotos hochladen                         |
| Wohnhaus                                     | Heerstraße 124 Lage                       | 1906                               | villenartiges Wohnhaus, 1906 | BW                                      |
| Wegekreuz                                    | Kreuzstraße, Ecke Platz an der Linde Lage | 1758                               | Wegekreuz, Nischentyp, bezeichnet 1758 | BW                                      |
| Wohnhaus                                     | Kreuzstraße 32 Lage                       | 1905                               | dreigeschossiger Putzbau, bezeichnet 1905 | BW                                      |
| Thermal-Badehaus                             | Kurgartenstraße, neben Nr. 1 Lage         | 1899–1901                          | eineinhalbgeschossiger klassizistischer Putzbau, 1899–1901 | weitere Bilder Fotos hochladen          |
| Wohn- und Geschäftshaus                      | Landgrafenstraße 9 Lage                   |                                    | dreigeschossiges Wohn- und Geschäftshaus, Jugendstil | BW                                      |
| Apollinarisbrunnen                           | Landskroner Straße 175 Lage               | Ende des 19. Jahrhunderts          | Backsteinbau, angrenzend hakenförmige Anlage, Brunnenanlage, Ende des 19. Jahrhunderts | Fotos hochladen                         |
| Villa Maria                                  | Lindenstraße 3 Lage                       | um 1910                            | zweigeschossiger Putzbau, um 1910 | Fotos hochladen                         |
| Kurhotels                                    | Lindenstraße 8 Lage                       | 1906                               | zwei dreigeschossige Kurhotels, bezeichnet 1906 | BW                                      |
| Beethovenhaus                                | Mittelstraße 4 Lage                       | 1771                               | Putzbau, bezeichnet 1771, Zwerchhaus 1930er Jahre | BW                                      |
| Wohnhaus                                     | Mittelstraße 46 Lage                      | 1834                               | Fachwerkhaus, bezeichnet 1834 | BW                                      |
| Villa                                        | Oberstraße 21 Lage                        | um 1860/70                         | zweiflügelige spätklassizistische Villa, achteckiger Eckturm, um 1860/70, Aufstockung 1898; Gesamtanlage mit Garten | BW                                      |
| Wohnhaus                                     | Poststraße 30 Lage                        | 1894                               | dreigeschossiger neugotischer Putzbau, bezeichnet 1894 | BW                                      |
| Villa                                        | Schweizer Straße 19/19a Lage              | zweite Hälfte des 19. Jahrhunderts | U-förmige Villenanlage, Fachwerkbau, teilweise massiv, zweite Hälfte des 19. Jahrhunderts; Gesamtanlage mit Garten | BW                                      |
| Wegekreuz                                    | Sebastianstraße, Ecke Weinbergstraße Lage | 1724                               | Wegekreuz, Nischentyp, bezeichnet 1724 | BW                                      |
| Kapelle St. Antonius und Sebastian           | Sebastianstraße 77 Lage                   | 1869                               | neugotischer Saalbau, Schieferbruchstein, 1869; Bildstock, bezeichnet 1723 | weitere Bilder Fotos hochladen          |
| Katholische Kirche St. Marien und Willibrord | Telegrafenstraße 4 Lage                   | 1899–1901                          | sogenannte Rosenkranzkirche; Basilika, neuspätromanische und neufrühgotische Motive, 1899–1901; Architekt August Menken | weitere Bilder Fotos hochladen          |
| Wohnhäuser                                   | Telegrafenstraße 9–13 Lage                | um 1900/10                         | drei Jugendstilbauten, um 1900/10 | weitere Bilder Fotos hochladen          |
| Wohnhaus                                     | Telegrafenstraße 32 Lage                  | 1903                               | Putzbau, Neurenaissance, bezeichnet 1903 | BW                                      |
| Evangelische Martin-Luther-Kirche            | Telegrafenstraße 39 Lage                  | 1872                               | neugotischer Saalbau mit Fassadenflankentürmen, 1872, Architekt Kreisbaumeister Hermann Cuno; Umbau 1958, Architekt Heinrich Otto Vogel, Trier | weitere Bilder Fotos hochladen          |
| Spolien                                      | Uhlandstraße                              | ab 1697                            | Türsturz, bezeichnet 1697; Stein, 1882 | Direkt Bild zu diesem Denkmal hochladen |
| Wohnhaus                                     | Uhlandstraße 1 Lage                       | 1835                               | Fachwerkhaus, bezeichnet 1835 | BW                                      |
| Bildstock                                    | Willibrordusstraße Lage                   |                                    | Bildstock, gehört zum Kreuzweg am Friedhof | BW                                      |
| Rentmeistereihof                             | Willibrordusstraße 1 Lage                 | 1710                               | ehemaliger Rentmeistereihof der Kurpfälzer; hakenförmiger zweiteiliger Putzbau, Walm- und Mansardwalmdach, 1710 und 1719/20 | weitere Bilder Fotos hochladen          |
| Alte Katholische Kirche St. Willibrord       | Willibrordusstraße 7 Lage                 | ab 1200                            | spätromanischer Turm um 1200, integriert in barocken Saalbau von 1724, Sakristei aus der zweiten Hälfte des 19. Jahrhunderts; zugehörig der Alte Friedhof                                                                                           | Fotos hochladen                         |
| Alter Friedhof                               | Willibrordusstraße, bei Nr. 7 Lage        |                                    | sieben Kreuzwegstationen, neugotischer Stelentyp; elf Grabkreuze, 18. Jahrhundert; Bildstock 18. Jahrhundert, Grabmal Gonzalves, 1916–1932; Friedhofskreuz, Nischentyp, 18. Jahrhundert; Grabmal Pichler                                            | BW                                      |
| Wohnhaus                                     | Wolfgang-Müller-Straße 4 Lage             | 1904                               | Putzbau, bezeichnet 1904 | BW                                      |
| Grabkreuz                                    | nördlich von Bad Neuenahr                 | 18. Jahrhundert                    | Grabkreuz, 18. Jahrhundert | Direkt Bild zu diesem Denkmal hochladen |

### Ehemalige Kulturdenkmäler
| Bezeichnung | Lage                       | Baujahr         | Beschreibung | Bild            |
| ----------- | -------------------------- | --------------- | --- | --------------- |
| Villa       | Felix-Rütten-Straße 1 Lage |                 | spätklassizistische Villa; Gesamtanlage mit Garten; 2021 durch das Hochwasser an der Ahr zerstört und aus der Denkmalliste gelöscht | Fotos hochladen |
| Wohnhaus    | Teichstraße 4 Lage         | 18. Jahrhundert | Fachwerkhaus, Walmdach, 18. Jahrhundert; aus Denkmalliste gelöscht und abgebrochen                                                  | BW              |

## Ehlingen

### Einzeldenkmäler
| Bezeichnung          | Lage                                              | Baujahr                  | Beschreibung                                                                                                | Bild                           |
| -------------------- | ------------------------------------------------- | ------------------------ | --- | ------------------------------ |
| Zehnthof             | Bodendorfer Straße 2 Lage                         | 17. oder 18. Jahrhundert | Fachwerkhaus, Ständerbau, Krüppelwalmdach, 17. oder 18. Jahrhundert, Torbogen bezeichnet 1711; Gesamtanlage | weitere Bilder Fotos hochladen |
| Kapelle St. Hubertus | Hubertusstraße Lage                               |                          | Chor wohl romanisch, Schiff aus der Mitte des 17. Jahrhunderts und von 1773; fünf Kreuze, 18. Jahrhundert   | weitere Bilder Fotos hochladen |
| Bildstock            | östlich von Ehlingen Lage                         | 1737                     | Bildstock, barockes Dreifaltigkeitsrelief, bezeichnet 1737                                                  | Fotos hochladen                |
| Wegekreuz            | südlich von Ehlingen; Flur Am Löhndorfer Weg Lage | 1782                     | Wegekreuz, bezeichnet 1782                                                                                  | BW                             |

## Gimmigen

### Einzeldenkmäler
| Bezeichnung                              | Lage                                        | Baujahr                    | Beschreibung                                                              | Bild                                    |
| ---------------------------------------- | ------------------------------------------- | -------------------------- | ------------------------------------------------------------------------- | --------------------------------------- |
| Wohnhaus                                 | Bonner Straße 52 Lage                       | 1701                       | Fachwerkhaus, neubarocker Walmdachbau, bezeichnet 1701                    | BW                                      |
| Kapelle St. Cosmas, Damian und Katharina | Kapellenstraße, zwischen Nr. 11 und 15 Lage | Mitte des 14. Jahrhunderts | Chor aus der Mitte 14. des Jahrhunderts, Langhaus aus dem 18. Jahrhundert | weitere Bilder Fotos hochladen          |
| Wegekreuz                                | nordöstlich von Gimmigen                    | 1732                       | Wegekreuz, bezeichnet 1732                                                | Direkt Bild zu diesem Denkmal hochladen |

## Green

### Einzeldenkmäler
| Bezeichnung                 | Lage                                            | Baujahr | Beschreibung                                                       | Bild                           |
| --------------------------- | ----------------------------------------------- | ------- | ------------------------------------------------------------------ | ------------------------------ |
| Wegekapelle                 | Ehlingerstraße, Ecke Ernst-Thrasolt-Straße Lage | um 1910 | neubarocker Walmdachbau, um 1910                                   | weitere Bilder Fotos hochladen |
| Kapelle St. Antonius Eremit | Mühlenstraße, Ecke Ernst-Thrasolt-Straße Lage   | um 1900 | Saalbau, Backstein, um 1900; Bogen des Vorgängers, bezeichnet 1628 | weitere Bilder Fotos hochladen |
| Grabkreuz                   | Nikolaus-Bahles-Straße, bei Nr. 9 Lage          | 1620    | Grabkreuz, 1620 (?)                                                | Fotos hochladen                |

## Heimersheim

### Einzeldenkmäler
| Bezeichnung                           | Lage                                     | Baujahr                           | Beschreibung | Bild                           |
| ------------------------------------- | ---------------------------------------- | --------------------------------- | --- | ------------------------------ |
| Ortsbefestigung                       | Johannisstraße, zu Nr. 44 u. a. Lage     | um 1400                           | Westtor, um 1400, kleiner Mauerteil, historische Torstube; Reste des Südtors | Fotos hochladen                |
| Zehnthaus                             | Bachstraße 5 Lage                        | 1762                              | Treppenturm, bezeichnet 1762, Fachwerk aus dem 16. Jahrhundert | Fotos hochladen                |
| Wohnhaus                              | Bachstraße 10 Lage                       | 18. Jahrhundert                   | Fachwerkhaus, 18. Jahrhundert | Fotos hochladen                |
| Wohnhaus                              | Bachstraße 14 Lage                       | 1772                              | Krüppelwalmdachbau, bezeichnet 1772 | Fotos hochladen                |
| Katholische Pfarrkirche St. Mauritius | Bachstraße 20 Lage                       | ab der Mitte des 13. Jahrhunderts | spätromanische Pfeilerbasilika, Mitte bis drittes Viertel des 13. Jahrhunderts, 1960/61 Anbau und separater Turm, Architekt Otto Vogel, Trier; außen: elf Grabkreuze, 1614 und 1622, überwiegend aus dem 18. Jahrhundert | weitere Bilder Fotos hochladen |
| Wohnhaus                              | Bachstraße 47 Lage                       | 16. Jahrhundert                   | Fachwerkhaus, 16. Jahrhundert (?); Fachwerkschuppen, Ständerbau, Drempel aus dem 19. Jahrhundert | weitere Bilder Fotos hochladen |
| Kriegerdenkmal                        | Ehlinger Straße, auf dem Friedhof Lage   |                                   | Engel mit kniendem Soldat | Fotos hochladen                |
| Wegekapelle                           | Göppinger Straße, Ecke Mühlenstraße Lage | um 1900                           | Saalbau, Backstein, um 1900; Wegekreuzfragment, bezeichnet 1802 | weitere Bilder Fotos hochladen |
| Backhaus                              | Grabenstraße 44 Lage                     |                                   | Backhaus; Barocktür | weitere Bilder Fotos hochladen |
| Kapelle                               | Heldenstraße, Ecke Bachstraße Lage       | 1923                              | neubarocker Mansardwalmdachbau, bezeichnet 1923 | weitere Bilder Fotos hochladen |
| Wohnhaus                              | Johannisstraße 38 Lage                   | 18. Jahrhundert                   | Fachwerkhaus, 18. Jahrhundert | Fotos hochladen                |
| Weinbergshaus                         | Landskroner Straße Lage                  | bezeichnet 1853                   | eingeschossiger Putzbau, säulengetragener Vorbau, Bruchsteintorbogen, bezeichnet 1853 | weitere Bilder Fotos hochladen |
| Bahnhof Green                         | Landskroner Straße 1 Lage                | um 1888                           | Fachwerkbau, um 1888; teilweise massiv, Fachwerk-Verladehalle | Fotos hochladen                |
| Kapelle                               | Ringstraße, Ecke Ehlinger Straße Lage    | 1897                              | Saalbau, Backstein, bezeichnet 1897 | Fotos hochladen                |
| Wegekreuz                             | westlich des Ortes (Idienstraße) Lage    | 18. Jahrhundert                   | Wegekreuz, 18. Jahrhundert, Arma Christi | BW                             |

## Heppingen

### Einzeldenkmäler
| Bezeichnung                        | Lage                                      | Baujahr         | Beschreibung                                                                                                   | Bild                           |
| ---------------------------------- | ----------------------------------------- | --------------- | --- | ------------------------------ |
| Wohnhaus                           | Burgstraße 12 Lage                        | 19. Jahrhundert | Fachwerkhaus, 19. Jahrhundert                                                                                  | Fotos hochladen                |
| Wohnhaus                           | Burgstraße 27/29 Lage                     | 1839            | Fachwerkhaus, teilweise massiv, bezeichnet 1839                                                                | Fotos hochladen                |
| Heppinger Hof                      | Burgstraße 30 Lage                        | 1710            | barocker Walmdachbau, bezeichnet 1710; Gesamtanlage mit Mauer, Hoftor, etc.                                    | Fotos hochladen                |
| Josefskapelle                      | Landskroner Straße Lage                   | um 1900         | neugotischer Backsteinbau, um 1900                                                                             | Fotos hochladen                |
| Wegekapelle                        | Landskroner Straße, Ecke Schulstraße Lage | 1904            | Pyramidaldach, bezeichnet 1904                                                                                 | BW                             |
| Wohnhaus                           | Landskroner Straße 43 Lage                | 1852            | Putzbau, 1852                                                                                                  | BW                             |
| Heppinger Brunnen                  | Landskroner Straße 52 Lage                | 1830            | auch Apollinarisbrunnen; eineinhalbgeschossiger klassizistischer Walmdachbau, 1830; Gartenanlage; Gesamtanlage | weitere Bilder Fotos hochladen |
| Katholische Pfarrkirche St. Martin | Landskroner Straße 101 Lage               | 1904            | neugotischer Saalbau, bezeichnet 1904; Architekt Peter Marx, Trier                                             | weitere Bilder Fotos hochladen |
| Hofanlage                          | Schulstraße 2 Lage                        | 19. Jahrhundert | Hofanlage; Fachwerkhaus, 19. Jahrhundert                                                                       | BW                             |
| Ahrbrücke                          | Lage                                      | 1897            | vierbogige Brücke, Backstein, 1897                                                                             | BW                             |

## Kirchdaun

### Einzeldenkmäler
| Bezeichnung                           | Lage                                           | Baujahr                           | Beschreibung | Bild                           |
| ------------------------------------- | ---------------------------------------------- | --------------------------------- | --- | ------------------------------ |
| Wohnhaus                              | Am Königsgraben 2 Lage                         | 19. Jahrhundert                   | Fachwerkhaus, Krüppelwalmdach, 19. Jahrhundert; Gesamtanlage mit Scheune | BW                             |
| Wegekreuz                             | Kirchstraße, Ecke Brunnenstraße Lage           | 1730                              | Wegekreuz, Nischentyp mit Konsole, bezeichnet 1730 | BW                             |
| Pfarrhaus                             | Kirchstraße 6 Lage                             | 18. Jahrhundert                   | Mansardwalmdachbau, 18. Jahrhundert; Gesamtanlage mit Garten | BW                             |
| Katholische Pfarrkirche St. Lambertus | Kirchstraße 25 Lage                            | erste Hälfte des 14. Jahrhunderts | spätmittelalterlicher Chor, erste Hälfte des 14. Jahrhunderts; neugotisches Schiff, 1908, Architekt Caspar Clemens Pickel; auf dem Friedhof: gusseiserne Grabkreuze, 19. Jahrhundert | weitere Bilder Fotos hochladen |
| Wohnhaus                              | Scheidskopfstraße 24 Lage                      | 19. Jahrhundert                   | Fachwerkhaus, 19. Jahrhundert | BW                             |
| Kapelle                               | Landskronerhof Lage                            | 18. Jahrhundert                   | Fachwerk, Kreuzigungsrelief, 18. Jahrhundert | Fotos hochladen                |
| Wegekreuz                             | östlich von Kirchdaun; Flur Auf dem Spieß Lage | 1713                              | Wegekreuz, bezeichnet 1713 | BW                             |

## Lohrsdorf

### Einzeldenkmäler
| Bezeichnung                                   | Lage                                                         | Baujahr                            | Beschreibung                                                                                           | Bild                           |
| --------------------------------------------- | ------------------------------------------------------------ | ---------------------------------- | --- | ------------------------------ |
| Katholische Kapelle St. Peter und Marcellinus | Ritterstraße 16 Lage                                         | ab dem Anfang des 13. Jahrhunderts | Chor, Anfang des 13. Jahrhunderts, Saalbau, 17. Jahrhundert; Doppelkreuz, bezeichnet 1754              | Fotos hochladen                |
| Wohnhaus                                      | Ritterstraße 22 Lage                                         | 18. Jahrhundert                    | Fachwerkhaus, teilweise massiv, 18. Jahrhundert, Aufstockung im 19. Jahrhundert; Scheune; Gesamtanlage | Fotos hochladen                |
| Burgruine Landskron                           | westlich des Ortes Lage                                      | 1206                               | Mauerreste der 1206 gegründeten, 1682 abgebrochenen Burg                                               | weitere Bilder Fotos hochladen |
| Wegekreuz                                     | östlich der Ruine Landskron; Flur Auf dem Hahnacker Lage     | 1740                               | Wegekreuz, Nischentyp, bezeichnet 1740                                                                 | Fotos hochladen                |
| Maria-Hilf-Kapelle                            | westlich der Burg Landskron; Distrikt An der Landskrone Lage |                                    | Saalbau, im Kern romanisch, Westpforte vom Anfang des 13. Jahrhunderts                                 | weitere Bilder Fotos hochladen |
| Bildstock                                     | bei der Ruine Landskron; Distrikt An der Landskrone Lage     | 1795                               | Bildstock, bezeichnet 1795                                                                             | BW                             |

## Ramersbach

### Einzeldenkmäler
| Bezeichnung                    | Lage                                                        | Baujahr                   | Beschreibung | Bild                                    |
| ------------------------------ | ----------------------------------------------------------- | ------------------------- | --- | --------------------------------------- |
| Kapelle                        | Am Steiner Kreuz                                            |                           | kleiner Bruchsteinbau | Direkt Bild zu diesem Denkmal hochladen |
| Bildstock                      | Am Steiner Kreuz, bei Nr. 15 Lage                           |                           | Bildstock mit Kreuz | BW                                      |
| Kreuz                          | Forststraße, bei Nr. 6 Lage                                 | 1680                      | Kreuz, bezeichnet 1680 | BW                                      |
| Katholische Kirche St. Barbara | Mayener Straße 2 Lage                                       | 1907                      | neubarocker Bruchsteinsaalbau, 1907, Architekt Peter Marx, Trier; in der Kirchhofsmauer Grabkreuze, überwiegend aus dem 18. und 19. Jahrhundert, Kapelle in der Mauer | weitere Bilder Fotos hochladen          |
| Zehnthof                       | Mayener Straße 4 Lage                                       | 17. oder 18. Jahrhundert  | Krüppelwalmdachbau, 17. oder 18. Jahrhundert; Fachwerkscheune; Gesamtanlage                                                                                           | BW                                      |
| Wegekreuz                      | nordöstlich von Ramersbach an der Florianshütte Lage        | 18. Jahrhundert           | Wegekreuz, 18. Jahrhundert | BW                                      |
| Wegekreuz                      | nördlich des Ortes an der L 84 Richtung Bad Neuenahr Lage   | 17[xx]                    | Wegekreuz, Nischentyp, bezeichnet 17[xx] | BW                                      |
| Bildstock                      | östlich des Ortes an der L 85 in Richtung Schalkenbach Lage | Ende des 19. Jahrhunderts | Bildstock, Nischentyp, Ende des 19. Jahrhunderts | BW                                      |
| Wegekreuz                      | südlich von Ramersbach; Flur Am Ameisenberg Lage            | 1726                      | Wegekreuz, Nischentyp, bezeichnet 1726 | BW                                      |

## Walporzheim

### Denkmalzonen
| Bezeichnung                    | Lage                              | Baujahr | Beschreibung                                                                                     | Bild            |
| ------------------------------ | --------------------------------- | ------- | ------------------------------------------------------------------------------------------------ | --------------- |
| Denkmalzone Weinbergsterrassen | nordwestlich von Walporzheim Lage |         | stark terrassierte Weinbergslagen, Trockenmauern mit Treppenaufgängen und kleinteilige Terrassen | Fotos hochladen |

### Einzeldenkmäler
| Bezeichnung                   | Lage                                              | Baujahr                     | Beschreibung | Bild                           |
| ----------------------------- | ------------------------------------------------- | --------------------------- | --- | ------------------------------ |
| Bahnhof Walporzheim           | Neue Domherrenstraße 4 Lage                       | 1866                        | Empfangsgebäude, Schieferbruchstein und Fachwerk, Schweizer Stil, 1866; eingeschossiges Nebenhaus, Schieferbruchstein, Fachwerk und Backstein; Gesamtanlage         | weitere Bilder Fotos hochladen |
| Inschrift                     | Pützgasse, an Nr. 9 Lage                          | 1804                        | Hochwasserinschrift, bezeichnet 1804 | Fotos hochladen                |
| Wegekreuz                     | Walporzheimer Straße, Ecke Pfaffenbergstraße Lage | 18. Jahrhundert             | Wegekreuz, 18. Jahrhundert | weitere Bilder Fotos hochladen |
| Villa                         | Walporzheimer Straße 125 Lage                     | 1862                        | spätklassizistischer Schieferbruchsteinbau, bezeichnet 1862 | weitere Bilder Fotos hochladen |
| Domherrenhof                  | Walporzheimer Straße 134 Lage                     | Anfang des 18. Jahrhunderts | Weinhaus St. Peter, Putzbau, Anfang des 18. Jahrhunderts, Petrusskulptur; Anbau, bezeichnet 1716 und 1813; rückwärtig Küchenanbau, großes Gartenareal; Gesamtanlage | weitere Bilder Fotos hochladen |
| Katholische Kapelle St. Josef | Walporzheimer Straße 153 Lage                     | 1770                        | Saalbau, bezeichnet 1770 | weitere Bilder Fotos hochladen |
| Hofanlage                     | Walporzheimer Straße 163 Lage                     | 18. oder 19. Jahrhundert    | Hakenhof; Fachwerkhaus, teilweise massiv, 18. oder 19. Jahrhundert                                                                                                  | weitere Bilder Fotos hochladen |